# Karl Wilhelm Heinrich von Kleist
Pour les articles homonymes, voir Kleist.
Karl Wilhelm Heinrich von Kleist (né le 1er novembre 1836 à Hohennauen et mort le 2 janvier 1917 à Berlin) est un général de cavalerie prussien.

## Biographie

### Origine
Karl Wilhelm Heinrich von Kleist est issu de l'ancienne famille noble de Poméranie des Kleist, très ramifiée en Prusse et dans les pays baltes. Au sein de la famille, il appartient à la branche Kleist von Bornstedt, à laquelle la couronne prussienne a approuvé l'association des noms et des armoiries avec les von Bornstedt le 11 avril 1803. Il est le troisième fils du major prussien Ludwig Karl Kleist von Bornstedt (1772-1854), fidéicommis à Hohennauen, et de sa seconde épouse Wilhelmine von Hanstein (1818-1869).

### Carrière militaire
En tant que fils descendant n'ayant pas droit à l'héritage du fidéicommis paternel, Kleist choisit le métier de soldat. Il s'engage le 6 mars 1856 comme enseigne dans le 10e régiment de hussards (de) de l'armée prussienne et y est nommé sous-lieutenant le 5 février 1857. S'ensuit une très longue période en tant que lieutenant avec de multiples transferts dans d'autres unités. Ainsi, le 15 décembre 1863, il devient adjudant de la 8e brigade de cavalerie, puis adjudant à la 7e division d'infanterie en 1866 et y est promu premier lieutenant le 20 juillet 1866. De nouveau adjudant, cette fois-ci à la 11e brigade de cavalerie, il devient finalement capitaine surnuméraire tout en restant à son poste. Le 14 décembre 1868, il retourne dans les troupes et devient commandant d'escadron. Finalement, le 24 octobre 1871, il devient officier d'état-major à la 13e division d'infanterie, après avoir été auparavant détaché à l' état-major pendant quelques mois. Il est major depuis le 10 septembre 1872. Après d'autres affectations à divers postes de l'état-major, il retourne au service militaire en 1878 et, après l'expiration d'une affectation temporaire, devient finalement commandant du 19e régiment de dragons et lieutenant-colonel. En 1883, il est promu colonel et commandant de la 31e brigade de cavalerie et major général en 1888. Finalement, le 18 octobre 1891, l'Empereur le nomme commandant de la 10e division d'infanterie à Posen et lieutenant général. En 1898, il est mis en disposition.
À l'occasion de son 50e anniversaire de service en 1906, Kleist est promu général de cavalerie.

### Famille
Kleist est marié depuis le 19 juin 1869 avec Klara von Gordon (de) (née le 6 juillet 1849 à Breslau et morte en 1920), fille du général d'infanterie prussien Helmuth von Gordon. Sa fille Freda Anna Wilhelmine von Kleist (née le 18 mai 1872 et morte le 14 mars 1957) épouse en 1895 l'officier et maréchal Friedrich Rudolf Bernhard von Schwerin (de) à Stolpe sur Usedom.
Karl Wilhelm Heinrich von Kleist est enterré dans la tombe familiale à Stolpe, où est conservée sa pierre tombale.

### Honneurs
- Ordre de l'Aigle rouge de 3e classe avec des épées sur l'anneau
- Ordre de la Couronne de 2e classe
- Croix de fer (1870) de 2e classe
- Croix de chevalier 1re classe de l'ordre du Lion Zaeringen avec feuilles de chêne et épées
- Commandeur honoraire de la Maison et Ordre du mérite du duc Pierre-Frédéric-Louis